# 1994 en basket-ball
Chronologie du basket-ball

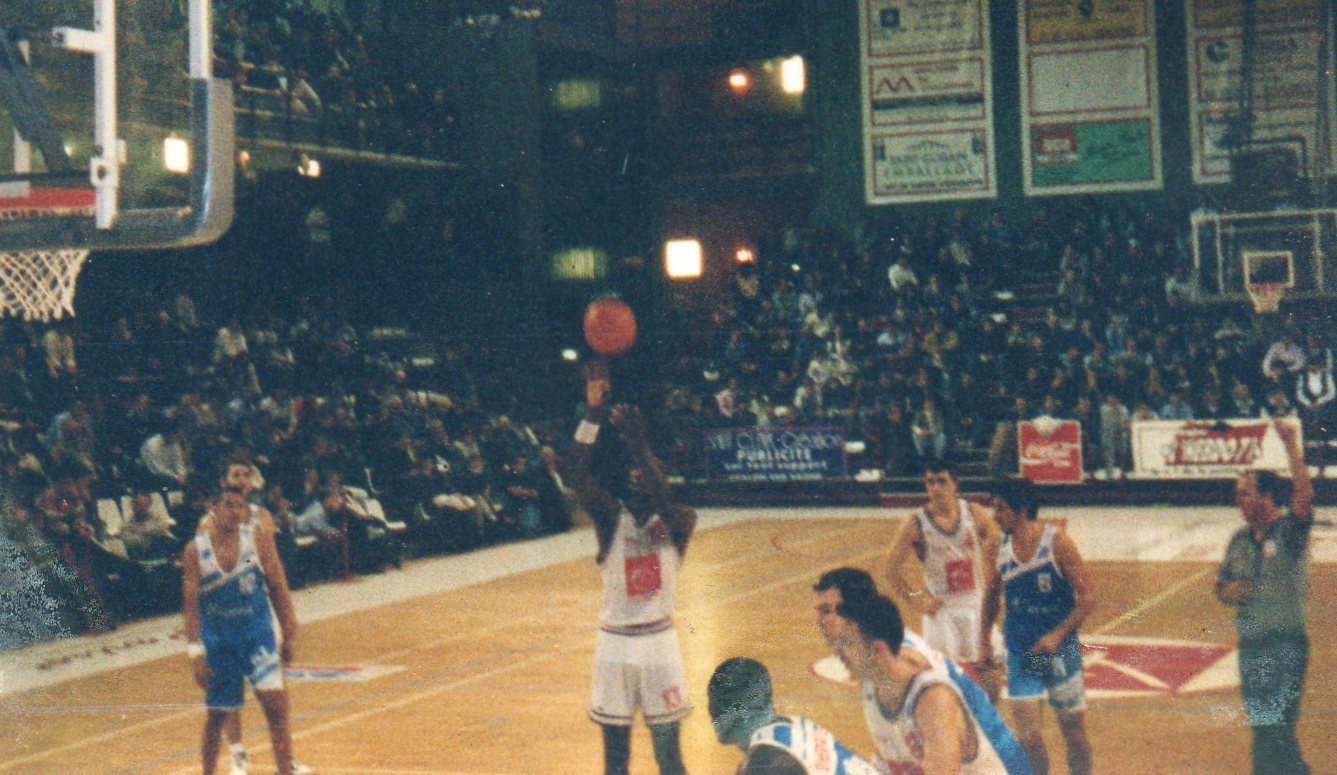
Match de Pro B entre l'Elan Chalon et La Rochelle en décembre 1994.

1993 en basket-ball - 1994 en basket-ball - 1995 en basket-ball
Les faits marquants de l'année 1994 en basket-ball

## Récapitulatifs des principaux vainqueurs de compétitions 1993-1994

### Masculins
| Europe - Allemagne : Leverkusen - British BL : Worthing Bears - Belgique : - - Bosnie-Herzégovine : - - Croatie : Cibona Zagreb - Espagne : Real Madrid - Coupe d'Europe : Olimpija Ljubljana - Euroligue : Joventut Badalona - France : CSP Limoges - Grèce : Olympiakos - Islande : - - Israël : Maccabi Tel-Aviv - Italie : Buckler Beer Bologna - Coupe Korać : PAOK Salonique (basket-ball) - Lituanie : Žalgiris Kaunas - Lettonie : ASK Broceni Rīga - Norvège : Ulriken Eagles - Pays-Bas : BS Weert - Pologne : Śląsk Wrocław - Portugal : Benfica - Russie : CSKA Moscou - République tchèque : BC Brno - Suède : Göteborg - Suisse : Bellinzona - Turquie : Efes Pilsen Istanbul - Ukraine : Budivelnyk Kiev - Yougoslavie : KK Crvena Zvezda | Amériques - Argentine : Peñarol Mar del Plata - Brésil : Corinthians Santa Cruz - CBA : Quad City Thunder - NBA : Houston Rockets - NCAA : Arkansas Razorbacks - Uruguay : Hebraica y Macabi - Venezuela : Trotamundos de Carabobo | Afrique, Asie, Océanie - Angola : Petro Luanda - Australie : North Melbourne Giants - Coupe d’Afrique : Gezira SC - Égypte : Gezira SC - Maroc : FUS de Rabat - Nouvelle-Zélande : Nelson Giants |

### Féminines
| Europe - Allemagne : BTV Wuppertal - Belgique : BCSS Namur - Espagne : CB Godella - Euroligue : SFT Côme - France : Valenciennes - Hongrie : - - Italie : SFT Côme - Lituanie : - - Pays-Bas : Tonego Haaksbergen - Pologne : Olimpia Poznań - République tchèque : USK Prague - Coupe Ronchetti : Ahena Cesena - Russie : CSKA Moscou - Slovaquie : SCP Ružomberok - Turquie : - | Amériques - Argentine : - - Brésil : - - Canada : - - NCAA : North Carolina Tar Heels | Afrique, Asie, Océanie - Australie : Adelaide Fellas |

## Naissances
- 16 mars : Joel Embiid, joueur franco-américano-camerounais.
- 10 avril : Nerlens Noel, joueur américain.
- 6 décembre : Giánnis Antetokoúnmpo, joueur grec.

## Décès
- 8 novembre : Frank McGuire, joueur américain.

- 26 novembre : Jānis Krūmiņš, joueur international soviétique d'origine lettone.